# The Regina Monologues
"The Regina Monologues" (em português: "Os Monólogos da Rainha") é o quarto episódio da décima quinta temporada de The Simpsons. Sua primeira exibição foi em 23 de novembro de 2003. O episódio foi escrito por John Swartzwelder e dirigido por Mark Kirkland. Nele, Marge fica chocada ao ver que Homer tinha alugado um Mini Cooper para turnê em Londres.

## Enredo
Os Simpsons visita Londres, onde o vovô espera para conhecer sua antiga namorada, Edwina. Confuso com um sistema de tráfego, Londres treina carneiros da rainha Elizabeth e é colocado na Torre de Londres. Escapando por um túnel, Homer acaba num quarto secreto da rainha, mas ela concorda em deixá-lo ir de volta para os Estados Unidos. No aeroporto Vovô finalmente encontra Edwina e sua filha - que parece e soa muito parecido com Homer.